# Gonzalo Plata
Gonzalo Plata (1 november 2000) is een Ecuadoraans voetballer die doorgaans speelt als rechtsbuiten. Hij verruilde in juli 2019 CSD Independiente del Valle voor Sporting Lissabon.

## Clubcarrière
Plata doorliep de jeugdreeksen van LDU Quito en CSD Independiente del Valle alwaar hij in het seizoen 2018/19 de overstap naar het eerste elftal maakte. In juli 2019 werd hij overgenomen door Sporting Lissabon. Op 31 augustus 2019 maakte hij zijn debuut voor Sporting Lissabon toen hij, in de thuiswedstrijd tegen Rio Ave, een minuut voor tijd Marcos Acuña kwam vervangen. De wedstrijd werd met 2–3 verloren.

## Clubstatistieken
| Seizoen | Club              | Competitie    | Competitie | Competitie | Beker | Beker | Internationaal | Internationaal | Totaal | Totaal |
| Seizoen | Club              | Competitie    | Wed.       | Dlp.       | Wed.  | Dlp.  | Wed.           | Dlp.           | Wed.   | Dlp.   |
| ------- | ----------------- | ------------- | ---------- | ---------- | ----- | ----- | -------------- | -------------- | ------ | ------ |
| 2019/20 | Sporting Lissabon | Primeira Liga | 1          | 0          | 0     | 0     | 0              | 0              | 2      | 0      |
| Totaal  | Totaal            | Totaal        | 1          | 0          | 0     | 0     | 0              | 0              | 1      | 0      |

Bijgewerkt op 8 september 2019.

## Interlandcarrière
Plata is Ecuadoraans jeugdinternational. Op 6 september 2019 maakte hij zijn debuut voor de nationale ploeg. In een vriendschappelijke wedstrijd tegen Peru mocht Plata de wedstrijd starten maar viel in de toegevoegde tijd van de tweede helft geblesseerd uit. Hij werd nog vervangen door Leonardo Campana. De wedstrijd werd met 1–0 gewonnen na een doelpunt van Erick Castillo.

## Erelijst
| Kampioen Primeira Liga | 1x | 2020/21 |
| Taça da Liga           | 1x | 2020/21 |